# Alain Bernard
Alain Bernard (1 de maig del 1983, Aubagne França) és un nedador francès, la seva especialitat és la velocitat en estil lliure. Ha estat dos cops campió olímpic, a Beijing en els 100 metres i a Londres en els relleus 4x100, a banda de guanyar altres dues medalles als Jocs del 2008. També ha obtingut 5 medalles als Campionats del Món i 8 als europeus, 4 d'elles d'or.
Alain només competeix en els 50m, 100 m i 4 x 100 m lliures. Actualment el seu entrenador és Denis Auguin.
El seu palmarès és de 4 medalles olímpiques (2 d'or, 1 de plata i 1 de bronze) en dues participacions (Pequin 2008 i Londres 2012) i 1 medalla en els mundials (Dubai 2010).
Té el record europeu dels 100m lliures amb piscina llarga, aconseguit a Pequín 2008 al 13 d'agost de 2008 i amb el temps de 47,20 segons. Aquest rècord va ser el rècord del món durant unes hores però el mateix dia el nedador australià Eamon Sullivan el va batre amb el temps de 47,05 segons. També té el record francès amb piscina curta del 100 lliures amb el temps de 46,39 segons.
| Disciplina    | Llarga distància | Curta distància |
| ------------- | ---------------- | --------------- |
| 50m lliures   | 21.23            | 20.64           |
| 100m lliures  | 46.94            | 45.69           |
| 200 m lliures | 1:47.81          | 1:43.40 (RN)    |

Actualment és la parella sentimental de la nedadora francesa Coralie Balmy.